# Aphrodita sondaica
Aphrodita sondaica är en ringmaskart som beskrevs av Grube 1875. Aphrodita sondaica ingår i släktet Aphrodita och familjen Aphroditidae. Inga underarter finns listade i Catalogue of Life.